# Trichopalpina gabunalis
Trichopalpina gabunalis là một loài bướm đêm trong họ Noctuidae.